# Сібата Куніякі
Сібата Куніякі (яп. 柴田国明; 29 березня 1947) — колишній японський професійний боксер.
Чемпіон світу у напівлегкій вазі за версією WBC (11.12.1970—19.05.1972). Чемпіон світу у другій напівлегкій вазі за версією WBA (12.03.1973—17.10.1973) та WBC (28.02.1974—05.07.1975).

## Спортивна кар'єра
У професійному боксі дебютував 6 березня 1965 року, перемігши свого співвітчизника Сейїчі Ізука.
14 квітня 1970 року виборов вакантний титул чемпіона Японії у напівлегкій вазі, перемігши Ясуо Сакурай.
11 грудня 1970 року в Тіхуані (Мексика), як претендент, провів бій за звання чемпіона світу у напівлегкій вазі за версією WBC, в якому переміг мексиканця Вісенте Сальдівара, ставши новим чемпіоном світу. Протягом 1971 року двічі вдало захищав свій титул, спочатку перемігши нокаутом мексиканця Рауля Круза, а потім звів у нічию бій проти Ернесто Марселя (Панама). 19 травня 1972 року, під час третього захисту титулу, поступився нокаутом мексиканцю Клементе Санчесу, втративши чемпіонський титул. Після цього перейшов у другу напівлегку вагу.
12 березня 1973 року в Гонолулу провів бій за звання чемпіона світу у другій напівлегкій вазі за версією WBA. Перемігши філіппінця Бена Віллафлор, став новим чемпіоном світу. Вдало захистивши титул у бою проти Віктора Федеріко Ечегарая (Аргентина), того ж року втратив чемпіонське звання, програвши другий захист Бену Віллафлору.
28 лютого 1974 року у поєдинку за звання чемпіона світу у другій напівлегкій вазі за версією WBC переміг мексиканця Рікардо Арредондо і став новим чемпіоном світу. Протягом 1974—1975 років тричі вдало захищав свій титул у поєдинках проти Антоніо Амайя (Панама), Раміро Боланоса (Еквадор), Ульда Маклюфі (Алжир). 5 липня 1975 року втратив чемпіонський титул, нокаутом поступившись Альфредо Ескалері (Пуерто-Рико).